# سیگنال‌های جی‌پی‌اس
ماهواره‌های سامانه موقعیت‌یاب جهانی (GPS)، به انتشار سیگنال‌های رادیویی می‌پردازند تا به گیرنده‌های جی‌پی‌اس این امکان را بدهند که به تعیین موقعیت و زمان همگام شده بپردازند. به این ترتیب کاربران این گیرنده ها می توانند در هر نقطه ای از کره زمین که تحت پوشش ماهواره های جی پی است، به موقعیت مکانی خود دسترسی داشته باشند.

## ساختار سیگنال جی‌پی‌اس
سیگنال‌های جی‌پی‌اس، شامل سیگنال‌های مسافت یابی، به منظور اندازه‌گیری فاصله تا ماهواره مورد استفاده قرار می‌گرفت و داده‌های نجومی برای محاسبه موقعیت ماهواره در مدار استفاده می‌شد. سیگنال‌های جی‌پی‌اس همچنین اطلاعات در خصوص زمان و وضعیت منظومه ماهوارهای را در بر می‌گیرد.

## سیگنال‌های اصلی جی‌پی‌اس
طرح اصلی جی‌پی‌اس، شامل دو کد مسافت یابی می‌باشد: کد عادی/اکتسابی یا C/A، که بدون هیچ گونه محدودیتی برای عموم آزاد است و کد کنترل شده دقت یا کد P، که معمولاً برای کاربردهای نظامی رزرو می‌شود.

### کد عادی / اکتسابی
کد C/A، عددی شبه تصادفی و طولانی برابر با ۱۰۲۳ بیت می‌باشد (PRN) که هنگامی که با ۰۲۳/۱ مگابایت در ثانیه منتقل شد (مخابره فرستاده شد)، در هر یک هزارم ثانیه تکرار می‌شود. اعداد شبه تصادفی شامل ویژگی بارزی هستند؛ این اعداد تنها هنگامی که دقیقاً در یک ردیف هستند (در یک خط، هم تراز، هم سو)، با هم جفت می‌شوند یا این که به شدت با هم همبستگی دادند (مرتبط هستند). هر ماهواره تنها یک کد PRN منحصربه‌فرد را انتقال می‌دهد (مخابره می‌کند، می‌فرستد). به عبارت دیگر، هر کد PRN تا حد بسیار زیادی نسبت به کد دیگر از پارامترها یا بخش‌های مستقل ساخته شده‌است. این نوعی از دسترسی چندگانه طبقه‌بندی کد (CDMA) است که به دستگاه گیرنده امکان می‌دهد تا ماهواره‌های چندگانه بر روی فرکانس مشابه را تشخیص دهد.

### کد دقت
کد دقت، همچنین عددی شبه تصادفی (PRN) نیز می‌باشد، هرچندکه کد PRN کد P مرتبط با هر ماهواره دارای طولی برابر با ۱۰۱۲*۱۸۷۱/۶ بایت (معادل ۰۰۰٬۰۰۰٬۱۰۰٬۱۸۷٬۶) می‌باشد و تنها یک بار در هفته تکرار می‌شود (با سرعت انتقال ۲۳/۱۰ مگابایت در ثانیه). طول نهایی کد P، موجب افزایش همبستگی و حذف هرگونه ابهام دامنه‌ای درون منظومه شمسی می‌شود. اما، این کد آنقدر طولانی و پیچیده‌است که اعتقاد بر این بود که گیرنده نمی‌تواند به‌طور مستقیم این سیگنال را به تنهایی دریافت کند و از نظر زمانی با آن انطباق داشته باشد. انتظار بر این بود که گیرنده در ابتدا باید مانع کد C/A نسبتاً ساده شود و سپس، بعد از دستیابی به زمان جاری و موقعیت تقریبی، با کد P هماهنگ شود.
با در نظر گرفتن این که C/A PRNها برای هر ماهواره منحصربه‌فرد هستند، عدد شبه تصادفی کد P در واقع بخش کوچکی از یک کد P اصلی به طول تقریبی ۱۴ ۱۰*۳۵/۲ بیت (معادل ۲۳۵٬۰۰۰٬۰۰۰٬۰۰۰٬۰۰۰ بیت) می‌باشد و هر ماهواره بخش اختصاص یافته کد اصلی اش را مکرراً ارسال می‌کند.
به منظور جلوگیری از استفاده کاربران غیرمجاز یا به‌طور بالقوه مانع شدن از سیگنال‌های نظامی از طریق مراحلی که حقه بازی نامیده می‌شود، تصمیم گرفته شد که کد p به صورت رمز درآورده شود. برای رسیدن به این هدف، کد P با کد W، یک ترتیب ویژه رمزنگاری، تعدیل شد و در نتیجه آن، کد Yپدید آمد. کد Y همان چیزی است که ماهواره‌ها پس از آن که واحد ضد حقه بازی در وضعیت «وصل» تنظیم شد، ارسال می‌شود. سیگنال رمزنگاری شده با کد (P(Y نمایش داده می‌شود.
جزییات کد W فاش نشده‌اند، اما این فرضیه به وجود آمده‌است که این کد در (به‌طور تقریبی) ۲۰ کیلو هرتز با کد P به کار برده می‌شود.

### پیام جهت یابی
علاوه بر کدهای مسافت یابی PRN، یک گیرنده نیاز دارد تا اطلاعات جزیی در خصوص موقعیت و شبکه هر ماهواره را بداند. در طرح جی‌پی‌اس چنین اطلاعاتی بر روی هر دوی کدهای مسافت یابی C/A و (P(Y در ۵۰ بیت در ثانیه، تنظیم شده‌است که پیام جهت یابی نامیده می‌شود.
پیام جهت یابی از سه جزء اصلی ساخته شده‌است. نخستین بخش، تاریخ و زمان جی‌پی‌اس به علاوه وضعیت ماهواره و علامتی از سلامت آن را شامل می‌شود. بخش دوم اطلاعات اوربیتال که اطلاعات نجومی نامیده می‌شود را در بر می‌گیرد و به گیرنده اجازه می‌دهد تا موقعیت ماهواره را محاسبه کند. سومین بخش، که تقویم نجومی نامیده می‌شود – شامل اطلاعات و وضعیت تمامی ماهواره‌ها را در خصوص موقعیت و اعداد PRN، می‌شود.
از آنجایی که اطلاعات نجومی به میزان بسیار زیادی به تفصیل شرح داده شده‌است و اعتبار آن برای بیشتر از ۴ ساعت در نظر نگرفته شده، اطلاعات تقویم نجومی عمومی تر و برای ۱۸۰ روز معتبر می‌باشد. تقویم نجومی در تعیین این که کدام ماهواره باید جستجو شود، به گیرنده کمک می‌کند و فقط یک بار، گیرنده هر سیگنال ماهواره را به نوبت به کار می‌برد، آن سپس داده‌های نجومی را مستقیماً از ماهواره انتقال می‌دهد. موقعیتی که با استفاده از هر ماهواره تثبیت می‌شود، را نمی‌توان محاسبه کرد تا زمانی که گیرنده یک کپی کامل و دقیق از اطلاعات نجومی ماهواره را دارد.
پیام جهت یابی، خود از ساختاری ۱۵۰۰ بیتی ساخته شده‌است که به پنج زیرساختار ۳۰۰ بیتی تقسیم شده‌است که هر کدام در ۵۰ بیت در ثانیه منتقل می‌شوند (بنابراین هر زیرساختار به ۶ ثانیه برای انتقال نیاز دارد).
- زیرساختار ۱، تاریخ و زمان GPS به علاوه موقعیت و سلامت ماهواره را شامل می‌شود.
- زیرساختارهای ۲ و ۳، هنگامی که ترکیب می‌شوند، شامل انتقال داده‌های نجومی ماهواره می‌گردند.
- زیرساختارهای ۴ و ۵، هنگامی که ترکیب می‌شوند، ۲۵/۱ام تقویم نجومی را در بر می‌گیرد؛ بدین معنی که کل ارزش داده‌های ۲۵ ساختار، برای کامل کردن ۱۵۰۰۰ بیتِ پیام تقویم نجومی مورد نیاز هستند.

### اطلاعات بسامد
برای کدهای مسافت یابی و پیام جهت یابی تا از ماهواره به گیرنده برسند، آن‌ها باید در یک بسامد حامل تعدیل شوند. در مورد طرح GPS اصلی، دو بسامد مورد استفاده قرار می‌گیرند؛ یکی در ۴۲/۱۵۷۵ مگاهرتز، کهL۱ نامیده می‌شود، و دومی در ۶۰/۱۲۲۷ مگاهرتز، که L۲ نامگزاری شده‌است.
کد C/A بر روی فرکانس L۱ به عنوان یک سیگنال ۰۲۳/۱ مگاهرتزی منتقل می‌شود که یک شیوه مدولاسیون کلید انتقال فاز بی (BPSK) استفاده می‌کند. کد(P(Y بر روی هر دوی فرکانس‌های L۱ و L۲ منتقل می‌شود که به عنوان یک سیگنال ۲۳/۱۰ مگاهرتزی از مدولاسیون BPSKی مشابهی استفاده می‌کند، هرچند که حامل کد(P(Y، یک چهارم حامل C/A است، و معنی آن این است که ˚۹۰ خارج از فاز قرار دارد.
گذشته از … و پایداری افزایش یافته برای فرستادن پارازیت، منفعت بسیار مهم داشتن دو فرکانس که از یک ماهواره منتقل می‌شود، توانایی اندازه‌گیری مستقیم و بنابراین جابجا کردن و انتقال است، یعنی خطای تأخیر طبقه یونسفر برای آن ماهواره. بدون چنین اندازه‌گیری، یک گیرنده جی‌پی‌اس باید از یک طرح عام استفاده کند یا از منبعی دیگر تصحیحات طبقه یونسفر را دریافت کند (منبعی همانند سیستم افزایش فضای پهناور یا EGNOS). پیشرفت‌ها در فناوری، که در هر دوی ماهواره‌های جی‌پی‌اس و گیرنده‌های جی‌پی‌اس استفاده می‌شود، تأخیر طبقه یونسفر را به منبعی بزرگ‌تر برای خطا در سیگنال، تبدیل می‌کند. توانایی گیرنده در انجام این اندازه‌گیری می‌تواند به‌طور معنی داری دقیق تر باشد و به‌طور نمونه به آن به عنوان یک گیرنده فرکانس دوگانه اشاره شود.

## سیگنال‌های جی‌پی‌اس مدرن
با داشتن توانایی کاملاً عملیاتی در دسترس در ۱۷ ژوئیه ۱۹۹۵، جی‌پی‌اس اهداف طرح اصلی خودش را کامل کرده‌است. اما پیشرفت‌های دیگر در فناوری و تقاضاهای جدید بر روی سیستم موجود، به تلاش برای «مدرن کردن» سیستم GPS منتهی شد. اعلام‌هایی از معاون رئیس جمهور و خانه سفید در ۱۹۹۸، از وقوع آغاز این تغییرات خبر می‌داد و در سال ۲۰۰۰، کنگره آمریکا دوباره این تلاش را اعلام کرد که با نام GPS III به آن اشاره می‌شود.
این پروژه ایستگاه‌های زمینی جدید و ماهواره‌های جدید را در بر می‌گیرد، با سیگنال‌های جهت یابی اضافی برای هر دوی کاربران نظامی و غیرنظامی و کمک می‌کند به بهبود دقت و در دسترس بودن برای همه کاربران. یک هدف ۲۰۱۳ برقرار شده‌است با انگیزه‌هایی که برای پیمان کاران پیشنهاد می‌شود اگر آن‌ها بتوانند آن را تا ۲۰۱۱ کامل کنند.

### L2C
یکی از نخستین اعلام‌ها، افزایش یک سیگنال جدید برای استفاده غیرنظامی بود، تا بر روی بسامدی متفاوت از بسامد L۱ منتقل شود و برای سیگنال عادی اکتسابی (C/A) مورد استفاده قرار گیرد. سرانجام، این سیگنال L2C می‌باشد؛ و نام آن به این دلیل است که بر روی فرکانس L۲ منتشر می‌شود. از آنجا که آن به سخت‌افزاری جدید بر روی ماهواره نیاز دارد، تنها به‌وسیله آنچه IIR-M مانع، نامیده می‌شد منتقل می‌گردد و سپس ماهواره‌ها را طراحی می‌کند. سیگنال L2C با فراهم آوردن بهبود دقت پیام‌رسانی به کار گرفته می‌شود که دنبال کردن سیگنال را آسان می‌کند و در مورد تداخل محلی، به عنوان یک سیگنال اضافی عمل می‌کند.
برخلاف کد C/A، L2C دو رشته کد PRN متمایز را در بر می‌گیرد تا اطلاعات مسافت یابی را فراهم کند؛ کد مسافت تعدیل غیرنظامی (با نام CM) و کد مسافت طولانی غیرنظامی (با نام CL). کد CM ۱۰۲۳۰ بیت طول دارد و هر ۲۰ هزارم ثانیه تکرار می‌شود. کد CL ۷۶۷۲۵۰ بیت طول دارد و هر ۱۵۰۰ هزارم ثانیه تکرار می‌شود. هر سیگنال در ۵۱۱۵۰۰ بیت در ثانیه منتقل می‌شود، اما آن‌ها از یک سیگنال ۱۰۲۳۰۰۰ بیت در ثانیه، در یکدیگر تسهیم شده‌اند.
CM با پیام جهت یابی CNAV (که در ادامه آمده) تعدیل شده‌است، در صورتی که کد CL هیچ داده تعدیل شده‌ای را در بر نمی‌گیرد و توالی بدون داده نامیده می‌شود. کد طولانی، توالی بدون داده برای تقریباً ۲۴ دسیبل همبستگی بزرگ‌تر (معادل ۲۵۰ برابر قوی تر) نسبت به کد L1 C/A فراهم است.
هنگامی که با سیگنال C/A مقایسه شد، L2C ۷/۲ دسیبل بهبود داده‌ای بزرگ‌تر دارد و ۷/۰ دسیبل ردیابی حامل بزرگ‌تر، اگرچه قدرت انتقال آن ۳/۲ دسیبل ضعیف تر است.

#### پیام جهت یابی CNAV
داده CNAV نسخه جدیدتری از پیام اصلی جهت‌یابی NAV است. این داده نمایش درستی بالاتری را دربردارد و ظاهراً داده دقیق تری نسبت به داده NAV می‌باشد. نوع مشابه اطلاعات (از قبیل زمان، موقعیت، داده‌های نجومی و تقویم نجومی) همچنان با استفاده از نوع جدید CNAV منتقل می‌شود، اما در عوض استفاده از یک طرح ساختار / زیرساختار، آن یک نمونه جدید بسته‌بندی کاذب را نشان می‌دهد که از بسته‌های پیام ۱۲ ثانیه ۳۰۰ بیتی ساخته شده‌است.
در CNAV، از هر چهار بسته، یکی داده‌های نجومی است و حداقل یکی از چهار بسته داده‌های ساعت را شامل می‌شود، اما طراحی به انتقال انواع گسترده بسته‌ها اجازه می‌دهد. با یک منظومه ۳۲ ماهواره‌ای، و نیازمندی‌های جاری آن چیزی که لازم است تا ارسال شود، کمتر از ۷۵ درصد از پهنای باند استفاده شده‌است؛ و تنها بخش کوچکی از انواع بسته موجود مشخص شده‌اند. این امر سیستم را قادر می‌سازد تا رشد کند و به ترکیب پیشرفت‌ها بپردازد.
تغییرات بسیار زیاد مهمی در پیام جدید CNAV وجود دارد که عبارت‌اند از:
- این پیام از تصحیح خطای ارسالی (FEC) در کد با نرخ ۲/۱ پیچیدگی، بنابراین هنگامی که پیام جهت یابی ۲۵ بیت در ثانیه‌است، یک سیگنال ۵۰ بیت در ثانیه ارسال می‌شود.
- اعداد هفته GPS اکنون با ۱۳ بیت ارائه می‌شود، یا ۸۱۹۲ هفته، و تنها هر ۱۵۷ سال تکرار می‌شود. بدین معنی که بازگشت بعدی به صفر، تا سال ۲۱۳۷ اتفاق نخواهد افتاد. این مقایسه بزرگ‌تری است نسبت به استفاده پیام L1 LAN از یک عدد هفتگی ۱۰ بیت که هر ۶/۱۹ سال به صفر بر می‌گردد.
- بسته‌ای وجود دارد که جابجاسازی زمانی جی‌پی‌اس به GNSS را در بر می‌گیرد. این امر به توانایی ردو بدل کردن اطلاعات با سایر سیستم‌های انتقال زمان جهانی منجر می‌شود، از قبیل Galileo و GLONASS که هر دوی آن‌ها حمایت می‌شوند.
- پهنای باند بسیار زیاد، به گنجایش یک بسته برای تصحیح تفاضلی کمک می‌کند، که در یک شیوه ساده در ماهواده مستقر بر سیستم‌های افزایش استفاده می‌شود و می‌تواند برای تصحیح داده ساعت L1 NAV به کار گرفته شود.
- هر بسته یک نشانه هشدار را دارا می‌باشد که اگر به داده‌های ماهواره نتوان اعتماد کرد، مستقر می‌شود. این بدین معنی است که اگر ماهواره غیرقابل استفاده‌است، کاربران هر ۶ ثانیه شناخته می‌شوند. چنین آگاه‌سازی سریعی برای کاربردهای سلامت زندگی مهم است، برای مثال در هواپیمایی.
- در نهایت، سیستم به گونه‌ای طراحی شده‌است تا ۶۳ ماهواره را مورد حمایت قرار دهد، در مقایسه با ۳۲ در پیام L1 NAV.

#### اطلاعات بسامد L2C
اثر فوری داشتن دو فرکانس غیرنظامی که منتقل می‌شود، این است که اکنون گیرنده‌های غیرنظامی می‌توانند به‌طور مستقیم خطای طبقه یونسفر را در شکلی مشابه به عنوان گیرنده‌های فرکانس دوگانه کد (P(Y، اندازه‌گیری کند. هرچندکه اگر یک کاربر تنها از سیگنال L2C استفاده کند، آن‌ها می‌توانند انتظار داشته باشند که ۶۵ درصد موقعیت عدم اطمینان نسبت به سیگنال L۱ بیشتر باشد؛ که در IS-GPS-200D تعیین شده‌است.

### کد نظامی (کد M)
یک جزء مهم فرایند نوین سازی، یک سیگنال نظامی جدید است. این سیگنال کد نظامی با کد M نامیده می‌شود و برای بهبود بیشتر دستیابی امن و ضد پارازیت سیگنال‌های GPS نظامی طراحی شده‌است.
مورد جدید دیگر کد محرمانه (کنترل شده) است که اطلاعات کمی در خصوص آن منتشر شده‌است. این کد، کد PRN با طول ناشناخته که در ۱۱۵/۵ مگابایت در ثانیه انتقال داده می‌شود را شامل می‌شود. بر خلاف کد (P(Y، کد M به گونه‌ای طراحی شده‌است که مستقل باشد؛ بدین معنی که یک کاربر می‌تواند موقعیت شان را تنها با استفاده از سیگنال کد M محاسبه کند. از طرح اصلی کد (P(Y، کاربران در ابتدا باید بر روی کد C/A قفل شوند و سپس آن اتصال را به کد (P(Y انتقال دهند. در مورد دوم، روش‌های دستیابی مستقیم ایجاد شدند که به برخی از کاربران اجازه می‌دهد تا به صورت خودگردان با کد (P(Y عمل کنند.

#### پیام جهت یابی MNAV
MNAV، پیام جهت یابی جدیدی است که کمی بیشتر در مورد آن می‌دانیم. همانند CNAV جدید، این MNAV جدید به جای آن که ساختاردهی شده باشد، بسته‌بندی شده‌است و به منظور بارهای داده‌ای بسیار منعطف می‌باشد. همچنین همانند CNAV می‌تواند از تصحیح خطای ازسالی (FEC) یا بازیابی خطای پیشرفته (همانند CRC) استفاده کند.

#### اطلاعات فرکانس کد M
کد M در فرکانس‌های مشابه L۱ و L۲ منتقل می‌شود پیش از این که با کد نظامی قبلی، کد (P(Y، استفاده شود. سیگنال جدید به گونه‌ای که اکثر انرژی اش را در مرزها (دور از حامل‌های (P(Y و C/A موجود) جای دهد، شکل داده شده‌است.
در تغییری عمده از طرح‌های قبلی جی‌پی‌اس، کد M در نظر گرفته می‌شود تا علاوه بر آنتنی که کل زمین را پوشش دهد، از یک آنتن هدایتی با صرفه بالا، منتشر شود. این سیگنال آنتن هدایتی، که پرتو نقطه‌ای نامیده می‌شود، در نظر گرفته شده‌است تا یک منطقه خاص را هدف بگیرد (با چندین صد کیلومتر قطر) و مقاومت سیگنال محلی را تا ۲۰ دسیبل افزایش دهد، یا به‌طور تقریبی تا ۱۰۰ برابر آن را قوی تر کند. اثر جانبی داشتن دو آنتن این است که ماهواره GPS پدیدار می‌شود تا دو ماهواره GPSای باشد که موقعیتی مشابه را نسبت به درون پرتو نقطه‌ای اشغال کند. در حالی که کل سیگنال کد M زمینی بر روی ماهواره‌های IIR-M مانع موجود است، آنتن‌های پرتو نقطه‌ای، تا زمانی که ماهواره‌های III مانع مستقر هستند (به‌طور آزمایشی در سال ۲۰۱۳)، مستقر نخواهد شد. یک اثر جانبی جالب از داشتن چنین ماهواره‌ای که چهار سیگنال جداگانه را منتقل می‌کند، این است که MNAV به‌طور بالقوه می‌تواند چهار کانال داده‌ای متفاوت را انتقال دهد، که پهنای باند داده‌ای ارائه می‌دهد. شیوه مدولاسیون، حامل جابجاسازی دودویی است، که در مقابل کد ۱۱۵/۵ مگاهرتزی از یک زیرحامل ۲۳/۱۰ مگاهرتزی استفاده می‌کند. این سیگنال یک پهنای باند تقریباً ۲۴ مگاهرتزی با لبه‌های باند جانبی جداگانه خواهد داشت؛ که این باندهای جانبی برای بهتر شدن دریافت سیگنال مورد استفاده قرار می‌گیرند.

### L۵، امنیت زندگی
سیگنال غیرنظامی امنیت زندگی به گونه‌ای برنامه‌ریزی شده‌است که با نخستین اجرای GPS IIF (۲۰۰۸) در دسترس باشد.
دو کد مسافت یابی PRN بر روی L۵ منتقل شده‌اند: کد درون فازی (با کد I۵ مشخص می‌شود)؛ و کد چهارفازی (که با کد Q۵ مشخص می‌شود). هر دوی این کدها ۱۰۲۳۰ بیت طول دارند و در ۲۳/۱۰ مگابایت در ثانیه منتقل می‌شوند (هر یک هزارم ثانیه تکرار می‌گردند). به علاوه، I۵ با کد نئومن-هوفمن ۱۰ بیتی تعدیل می‌شود که از نظر زمانی در ۱ کیلوهرتز سنجیده می‌شود و کد Q۵ که با کد نئومن-هوفمن ۲۰ بیتی تعدیل شده و هنچنین از نظر زمانی در ۱ کیلوهرتز سنجیده می‌شود.
- بهبود ساختار سیگنالی برای افزایش عملکرد
- قدرت انتقال بالاتر نسبت به سیگنال L1/L۲ (معادل ۳ دسیبل یا از نظر قدرت، ۲ برابر)
- پهنای باند گسترده، بهبود پردازشی ۱۰ برابر را موجب می‌شود
- کدهای انتشار گسترده‌تر (۱۰ برابر طولانی‌تر از C/A)
- از باند سرویس‌های جهت یابی رادیویی فضایی استفاده می‌کند

#### پیام جهت یابی L5
داده L5 CNAV، شامل SV، زمان سیستم، داده رفتار زمان SV، پیام موقعیت و اطلاعات زمان و … می‌شود. داده ۵۰ بیت در ثانیه در یک رمزگذار با نرخ ۲/۱ پیچیدگی، کدگذاری می‌شود. توالی نمادی ۱۰۰ نماد در ثانیه به دست آمده (sps)، پیمانه ۲ است که تنها به کد I۵ اضافه شد؛ سلسله بیتی حاصل جهت تعدیل حامل درون فازی (L5 (I۵ استفاده می‌شود. این سیگنال تلفیق شده سیگنال داده‌ای L۵ نامیده خواهد شد. حامل Q۵ هیچ داده‌ای ندارد و سیگنال پایلوت L۵ نامیده می‌شود.

#### اطلاعات فرکانسی L5
باند جهت یابی هوانوردی بر روی فرکانس L۵ منتشر می‌شود. هر دوی WRC-۲۰۰۰، جزء سیگنال فضایی را به این باند هوانوردی اضافه کردند بنابراین جامعه هوانوردی می‌تواند تداخل با L۵ را به شکل مؤثرتری نسبت بهL۲ مدیریت کند؛ که در IS-GPS-۷۰۵ تعیین شده‌است.

### L1C
سیگنال استفاده شده در امور غیرنظامی بر روی فرکانس L۱ منتشر می‌شود (۴۲/۱۵۷۵ مگاهرتز)، که سیگنال C/A که به وسیله همه کاربران GPS فعلی استفاده می‌شود را در بر می‌گیرد. L1C با نخستین اجرای مانع III در دسترس خواهد بود و برای ۲۰۱۳ برنامه‌ریزی شده‌است. برای هر خصوصیت پیشنویس IS-GPS-۸۰۰، L1C ایجاد شد تا به عنوان شکل سیگنالی خط مبنا برای سیستم ماهواره‌ای شبه سمت الراس به کار گرفته شود.
از سال ۲۰۰۷، روش تعدیل نهایی نشده‌است. در حال حاضر کاندیداها (BOC(۱٬۱ و (BOC(۱٬۱ برای داده با (TMBOC(۱٬۱ برای پایلوت را شامل می‌شوند. برای تمامی ۴ استثنا از ۳۳ سیکل، حامل جابجایی دودویی تعدیل شده زمان (TMBO)، هنگامی‌که با (BOC(۶٬۱ تغییر جا می‌دهد، (BOC(۱٬۱ است.
- در اجرا کد C/A را برای تضمین سازگاری کانالی از گیرنده به فرستنده برای حمل سیگنال‌های کنترل، فراهم خواهد کرد
- افزایش مطمئن ۵/۱ دسیبل در حداقل کد C/A، هر افزایش محدوده صدا را کم می‌کند
- حامل پایلوت جزیی سیگنال بدون داده، ردیابی را بهبود می‌بخشد
- توانایی برای رد بدل کردن اطلاعات غیرنظامی بیشتر با Galileo L۱ را امکان‌پذیر می‌کند

تعیین شده در IS-GPS-۸۰۰

#### پیام جهت یابی CNAV-۲
پیام جهت یابی L1C، که CNAV-۲ نامیده می‌شود، ۱۸۰۰ بیت است (شامل FEC) و در ۱۰۰ بیت در ثانیه انتقال داده می‌شود. این پیام اطلاعات زمانی ۹ بیتی را شامل می‌شود، ۶۰۰ بیت تقویم نجومی، و ۲۷۴ بیت بار داده‌ای بسته‌بندی.

## فرکانس‌های استفاده شده به وسیله GPS
| باند (فرکانس)        | فاز              | کاربرد اصلی             | کاربرد مدرن                              |
| -------------------- | ---------------- | ----------------------- | ---------------------------------------- |
| L۱ (مگاهرتز ۴۲/۱۵۷۵) | درون فازی (I)    | دقت رمزی کد(P(Y         | کد(P(Y دقت رمزی و کد نظامی (M)           |
|                      | فاز چهارگانه (Q) | عادی / اکتسابی کد (C/A) | کد (C/A) عادی / اکتسابی و کد غیرنظامی L۱ |
| L۲ (مگاهرتز ۶۰/۱۲۲۷) | درون فازی (I)    | دقت رمزی کد(P(Y         | کد(P(Y دقت رمزی و کد نظامی (M)           |
|                      | فاز چهارگانه (Q) |                         | کد غیرنظامی L۲                           |
| L۵ (مگاهرتز ۴۵/۱۱۷۶) | درون فازی (I)    |                         | سیگنال پایلوت امنیت زندگی (SoL)          |
|                      | فاز چهارگانه (Q) |                         | سیگنال داده امنیت زندگی (SoL)            |